# Tianxia

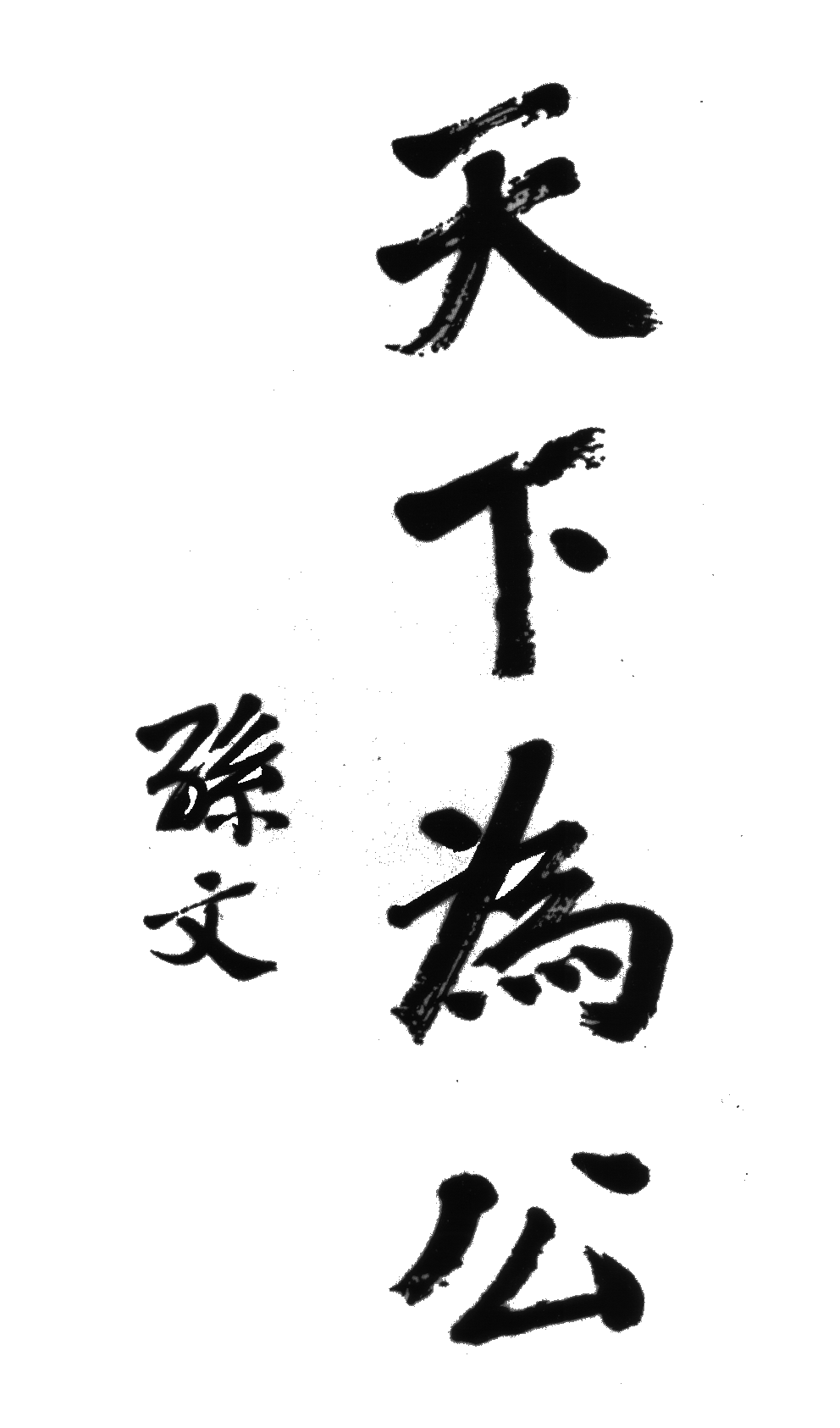
Todo lo que está bajo los cielos pertenece al pueblo. Caligrafía de Sun Yat-sen.

Tianxia  (chino: 天下), literalmente "(todo) bajo el  cielo", es el término chino para un histórico concepto cultural chino que denotaba el entero mundo geográfico o el reino metafísico de los mortales, y que más tarde fue asociado con la soberanía política. 
En la Antigua China y en la China imperial, tianxia designaba las tierras, el espacio y el área asignados divinamente al soberano chino por principios de orden universales y bien definidos. El centro de esta tierra se asignaba directamente a la corte china, formando el centro de una visión del mundo que se centraba en la corte y se dirigía concéntricamente hacia el exterior, hacia los funcionarios mayores y menores y luego hacia los súbditos comunes, los estados tributarios y, por último, terminando con los "bárbaros" marginales.
El centro de esta visión del mundo no era de naturaleza excluyente, y grupos exteriores, como las minorías étnicas y los pueblos extranjeros que aceptaban el mandato del Emperador chino eran a su vez recibidos e incluidos en la tianxia. En el pensamiento político clásico chino, el "Hijo del Cielo", habiendo recibido el "Mandato del Cielo", sería nominalmente el gobernante de todo el mundo. Aunque en la práctica hubiera zonas del mundo conocido que no estuvieran bajo el control del monarca chino, en su teoría política, los gobernantes de esas zonas derivaban su poder de este monarca.
El concepto más amplio de tianxia está estrechamente relacionado con la civilización y el orden en la filosofía clásica china, y ha constituido la base de la visión del mundo del pueblo chino y de las naciones influidas por él desde al menos el I milenio a. C. La tianxia ha sido aplicada por otros reinos de la esfera cultural china, como Japón, Corea o Vietnam.

## Desarrollo histórico y político
Según la reconstrucción del filósofo Zhao Tingyang, la tianxia presuponía la "inclusión de todos" e implicaba la aceptación de las diversidades del mundo, haciendo hincapié en la dependencia recíproca armoniosa y gobernada por la virtud como medio para una paz duradera. El académico Yan Xuetong escribe que en el sistema de la tianxia, los gobernantes se basaban en la autoridad humana (en contraste con la tiranía y la fuerza militar) para ganarse los corazones y las mentes del pueblo.

### Antigüedad

Los “bárbaros” según el mundo sinocéntrico. Los del este se llamaban Dongyi (東夷), los del oeste Xirong (西戎), los del sur Nanman (南蠻), y los del norte Beidi (北狄). El área fuera de la influencia del mundo sinocéntrico se llamaba Huawaizhidi (化外之地).

La visión del mundo de la tianxia aún no se había formado completamente bajo la dinastía Shang. Sólo fue durante la dinastía Zhou, cuando el Cielo asumió los rasgos de deidad humana (antropomórfica, o al menos cuando las referencias al Cielo como tal entran en el registro histórico) y el concepto de tianxia se generalizó. Términos como "Cuatro puntos cardinales" sifang 四方 y los "Diez Mil estados" wanbang 万邦 aparecieron en textos de la época. 
"Cuatro puntos cardinales" significa un territorio creado por la corte real y gobernada por los reyes Zhou desde la capital. Sin embargo, tribus chinas no han lo poblaban en los límites exteriores, en la periferia, y los chinos han estaban en el centro. El término "Diez Mil Estados" se refiere tanto al territorio como a los súbditos que residían en él, ya fueran chinos étnicos (han) o los "bárbaros". Los reyes Zhou recibieron a estos "Diez Mil Estados" con reconocimiento en virtud del Mandato del Cielo y los dotaron de poderes. Este es uno de los primeros indicios que prueban la distinción entre chinos huá y bárbaros yí.
Durante los periodos de Primaveras y otoños y de los Reinos combatientes, en la segunda mitad de la dinastía Zhou, el poder de los señores feudales se desarrolló rápidamente y varias regiones no han se convirtieron a su vez en poderosos estados. Como muchos de estos estados feudales compartían intereses culturales y económicos, el concepto de una gran nación centrada en la llanura del río Amarillo se fue extendiendo gradualmente. El término tianxia comenzó a aparecer en textos clásicos como en el Zuo Zhuan y el Guoyu.

### China imperial
El territorio y los gobiernos de la dinastía Zhou y la dinastía Qin se unificaron tras las conquistas de Qin Shi Huang, y el concepto de tianxia se adaptó para actuar como una entidad geográfica real. El objetivo de Qin Shi Huang de "unificar todo bajo el Cielo" era, de hecho, representativo de su deseo de controlar y expandir el territorio chino. En la fundación de la dinastía Han, la equivalencia de la tianxia con la nación china evolucionó debido a la práctica feudal de conferir tierras y autonomía a la aristocracia a cambio de una promesa de servicio para evitar tener que invertir en gastos militares para su sometimiento. Aunque muchas zonas gozaban de gran autonomía, esta práctica estableció y extendió la lengua y la cultura chinas por un territorio aún más amplio.
El tema de la unificación aplicado a la tianxia puede verse reflejado en el tratado El arte de la guerra de Sun Tzu, donde el objetivo supremo de la estrategia ofensiva era conquistar sin destruir aquello que se pretendía conquistar:

Tu objetivo debe ser tomar intacto todo bajo el Cielo. Así tus tropas no se desgastarán y tus ganancias serán completas. Este es el arte de la estrategia ofensiva.
Sun Tzu, El arte de la guerra, cap. III, línea 11.

La China unificada se fracturó en muchas dinastías diferentes durante el periodo de las dinastías meridionales y septentrionales, y con ello desapareció el uso práctico del término tianxia. En el siglo VII, durante la dinastía Tang, algunas tribus septentrionales de origen túrquico, tras ser convertidas en vasallas, se referían al emperador Taizong como el "Kan del Cielo". La batalla del Talas reveló que la China de los tang, aunque comparable en tamaño y fuerza al califato abasí, no tenía una nación unificada según la tianxia, como la dinastía Qin y los xiongnu. En siglos posteriores, los gobernantes y dinastías chinos tuvieron que integrarse repetidamente en órdenes multipolares con influencias externas contrarias al concepto de tianxia.
Los cerca de 50 años de las Cinco Dinastías en el siglo X fueron seguidos por la unificación de norte a sur bajo la dinastía Song. En la época de esta dinastía, el norte de China estaba gobernado por la dinastía Liao, liderada por los kitanos, la dinastía Jin, liderada por los yurchen, y la dinastía Xia Occidental, liderada por los tangut. La dinastía Jin y la Liao en particular eran, y a su vez se convirtieron ellas mismas, en una influyente entidad estatal yurchen que gobernaba gran parte de lo que hoy es el norte de China. Al verse amenazados por estos estados del noreste tan seguros de sí mismos, los gobernantes Song se dieron cuenta de su falta de capacidad para defenderse de ellos. Idearon la construcción de supuestos lazos de sangre con los yurchen en un intento de contribuir a mejorar las relaciones.
La dinastía Yuan, dirigida por los mongoles, dividió a los súbditos chinos en dos clases: Los hanren del norte con los kitán, yurchen y coreanos, y los manzu como los bárbaros del sur del antiguo Imperio Song.
Cuando la dinastía Ming derrocó a la dinastía Yuan y reunificó China bajo el dominio han, el concepto de tianxia volvió a ser en gran medida el mismo que durante la dinastía Han, incluido el recurso al concepto de la dinastía Qin. A finales de la dinastía Ming, las críticas al neoconfucianismo y sus mantras de "cultivar el carácter moral, establecer la familia, ordenar el Estado y armonizar la tianxia" (una cita del Gran Aprendizaje) se generalizaron, produciendo grandes cambios en el confucianismo. El filósofo contemporáneo Wang Fuzhi creía que la tianxia tenía una dimensión fija e inmutable, a pesar de que la mención del Gran Aprendizaje a la "armonización de la tianxia" se refería en realidad al gobierno. Con estos argumentos, Wang criticó duramente el neoconfucianismo. Por otra parte, el colapso de la dinastía Ming y la instauración de la dinastía Qing por los manchúes, pueblos antes considerados "bárbaros marginales", influyeron mucho en la visión que la gente tenía de la tianxia. Gu Yanwu, contemporáneo de Wang Fuzhi, escribió que la destrucción del Estado no equivalía a la destrucción de la tianxia. Argumentaba que los manchúes se limitaron a desempeñar el papel de emperador, y que la tianxia de la cultura tradicional china continuaba de esta forma.

### Apertura y cambio en la era moderna
La idea del poder absoluto del emperador chino y la expansión de la tianxia mediante la asimilación de estados vasallos empezó a perder influencia con la misión diplomática del conde Macartney a China en 1793. Macartney asumió que el comercio con China tendría lugar al nivel de naciones igualmente soberanas, como Gran Bretaña acostumbraba a hacer con otras naciones europeas de la época. Del mismo modo, esperaba persuadir al emperador para que firmara un acuerdo comercial. El emperador Qianlong rechazó su petición afirmando que China era la nación más divina y de mayor rango de la tierra, y que no tenía ningún interés en los productos extranjeros. por lo que rechazaba la idea de que Gran Bretaña pudiera entablar negociaciones con China como nación igualitaria. En el siglo XIX, la victoria británica sobre la China Qing en la primera guerra del Opio obligó a China a firmar un tratado desigual, aunque la corte Qing lo describió al pueblo chino como un simple acto de generosidad hacia los europeos y se aferró al concepto de la superior tianxia, aunque en realidad, marcó el principio del fin de la tianxia.
Tras su derrota en la segunda guerra del Opio, China se vio obligada a firmar el Tratado de Tianjin, por el que se le obligaba a dirigirse  a Gran Bretaña y Francia como "naciones soberanas", zizhu guojia, en la misma forma en que se refería a sí misma. Esto hizo imposible que China siguiera negociando diplomática o económicamente con otras naciones bajo el sistema tradicional de la tianxia, y la obligó a establecer una oficina central para la administración general de los asuntos exteriores (comerciales) con los diversos estados, el Zongli Yamen.
A fines del siglo XIX, Xue Fucheng, el embajador chino en Gran Bretaña, adoptó la cosmovisión tradicional de tianxia. Transformó la idea de una tianxia que aislaba a los chinos (huá) y los bárbaros (yi) en una tianxia que conectaba a China y el extranjero como categoría. En esto, ambas partes debían mantener relaciones de igualdad, adaptándose al sistema de que los asuntos interestatales de las naciones occidentales se basaban en la idea de que las naciones soberanas se reunían en pie de igualdad. Por ello, la tradicional doctrina tianxia de China fue desapareciendo progresivamente
Tras la derrota de China en la primera guerra sino-japonesa, los japoneses pusieron fin al tradicional estatus de Corea como protectorado de China. Los esfuerzos de China por obtener reconocimiento internacional, su admisión en las Naciones Unidas y la Organización Mundial del Comercio muestran que se ha alejado del reclamo central, dirigido hacia el exterior, como el 'Reino del Medio'. Además de sus intereses en África y el Oriente Próximo, la actual era de reforma de China opera un esquema descentralizado y equilibrado de relaciones con sus socios en un mundo multipolar. Por otro lado, con la Iniciativa de la Franja y la Ruta, se están haciendo esfuerzos para atraer países extranjeros a la esfera de influencia de China a través de lazos económicos y dependencias. Además de crear una arquitectura económica y financiera centrada en China, la atención se centra también en profundizar el entendimiento cultural y lingüístico mutuo. Esta interpretación moderna y política se atribuye a Zhao Tingyang, entre otros.[21] Xu Jilin, por otro lado, desarrolló una interpretación más igualitaria, a la que llamó Nueva Tianxia[22] y 'corregió el etnocentrismo [del término] [...]'.[23]
Los esfuerzos de China por obtener reconocimiento internacional, su admisión en las Naciones Unidas y la Organización Mundial del Comercio muestran que se ha alejado del reclamo central, dirigido hacia el exterior, como el 'Reino del Medio'. Además de sus intereses en África y el Medio Oriente, la actual era de reforma de China opera un esquema descentralizado y equilibrado de relaciones con sus socios en un mundo multipolar. Por otro lado, con la iniciativa One Belt One Road, se están haciendo esfuerzos para traer países extranjeros a la esfera de influencia de China a través de lazos económicos y dependencias. Además de crear una arquitectura económica y financiera centrada en China, la atención se centra también en profundizar el entendimiento cultural y lingüístico mutuo. Esta interpretación moderna y política se atribuye a Zhao Tingyang, entre otros. Xu Jilin, por otro lado, desarrolló una interpretación más igualitaria, a la que llamó "Nueva tianxia" y 'corrigió el etnocentrismo [del término] [...]'.